# Merletto

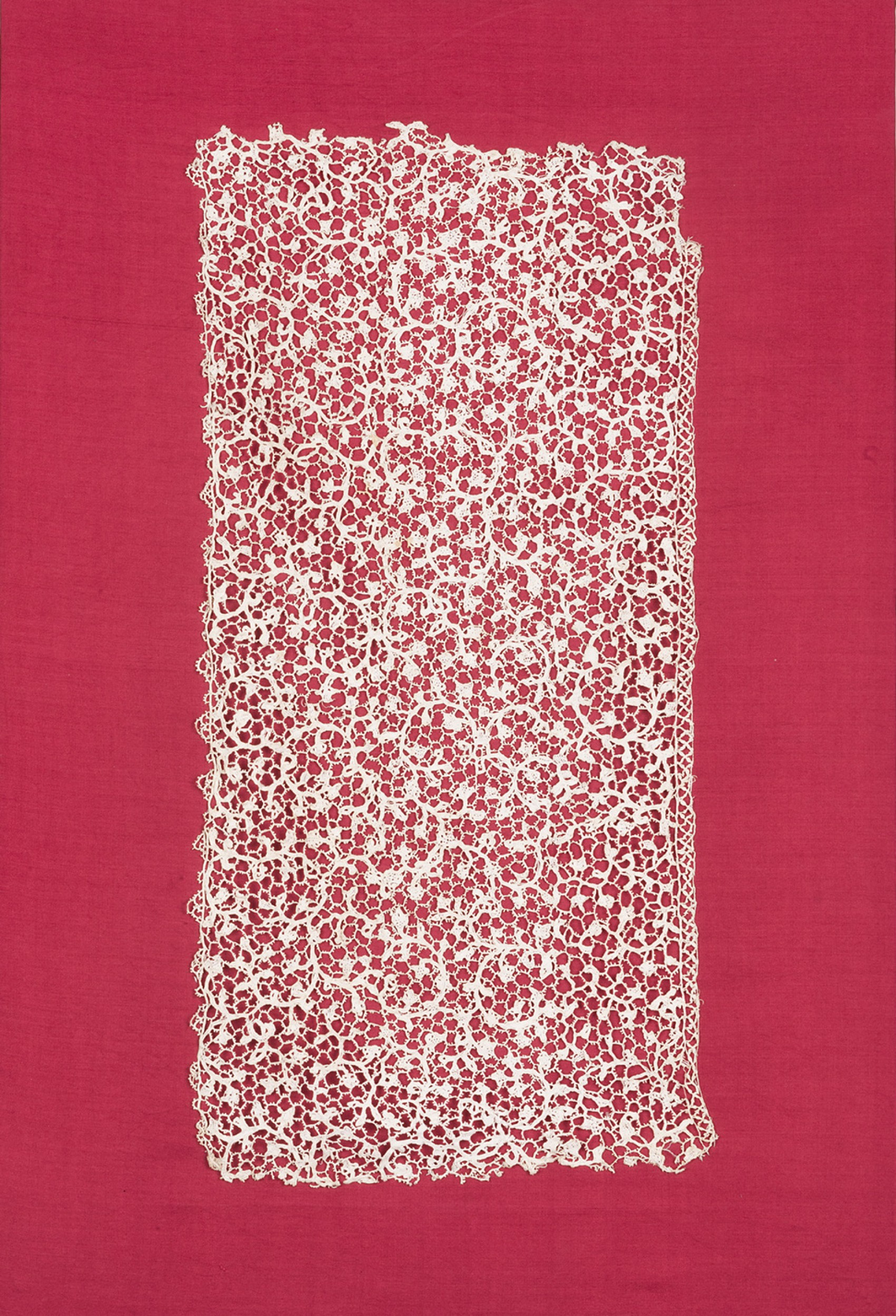
Merletto veneziano ad ago punto piatto

Il merletto o pizzo o trina è una particolare lavorazione di filati per ottenere un tessuto leggero, prezioso e ornato. L'operazione non viene effettuata su tessuto, ma è essa stessa la costruzione di un intreccio nel vuoto. Questo tipo di lavorazione richiede l'uso di supporti idonei ad assicurare, e successivamente ornare, i fili che vengono lanciati nelle direzioni richieste dal disegno progettato. I supporti sono: il tombolo, appositi cartoni o il telaio da ricamo, gli strumenti: fuselli, ago, uncinetto, navettine, modano o direttamente le dita come per il macramè.
La denominazione "dentelles" non è che la traduzione della parola italiana merletto, in lingua francese. 
Il Pizzo o merletto risale a tempi molto antichi. All’inizio il pizzo veniva realizzato in bordi e usato esclusivamente per la decorazione degli altari e il vestiario religioso; poi si estese agli ornamenti per la biancheria dei corredi e solo molto dopo per arricchire gli abiti dei nobili. Man mano che queste decorazioni entravano nella moda, fiorirono molte industrie artigianali in vari centri d’Europa, che diedero il nome ai caratteristici pizzi prodotti in quelle località. Così abbiamo: il pizzo Bruxelles (tipico della tradizione delle Fiandre) caratterizzato da fantasie floreali; il pizzo Valencienne, anticamente realizzato a tombolo, leggero e con sfondo geometrico; il pizzo Honiton, uno dei primi a processo industriale, con cui venne realizzato l’abito della regina Vittoria; per poi passare al più famoso, e utilizzato ancora oggi, Pizzo Chantilly dall’omonima città francese. 

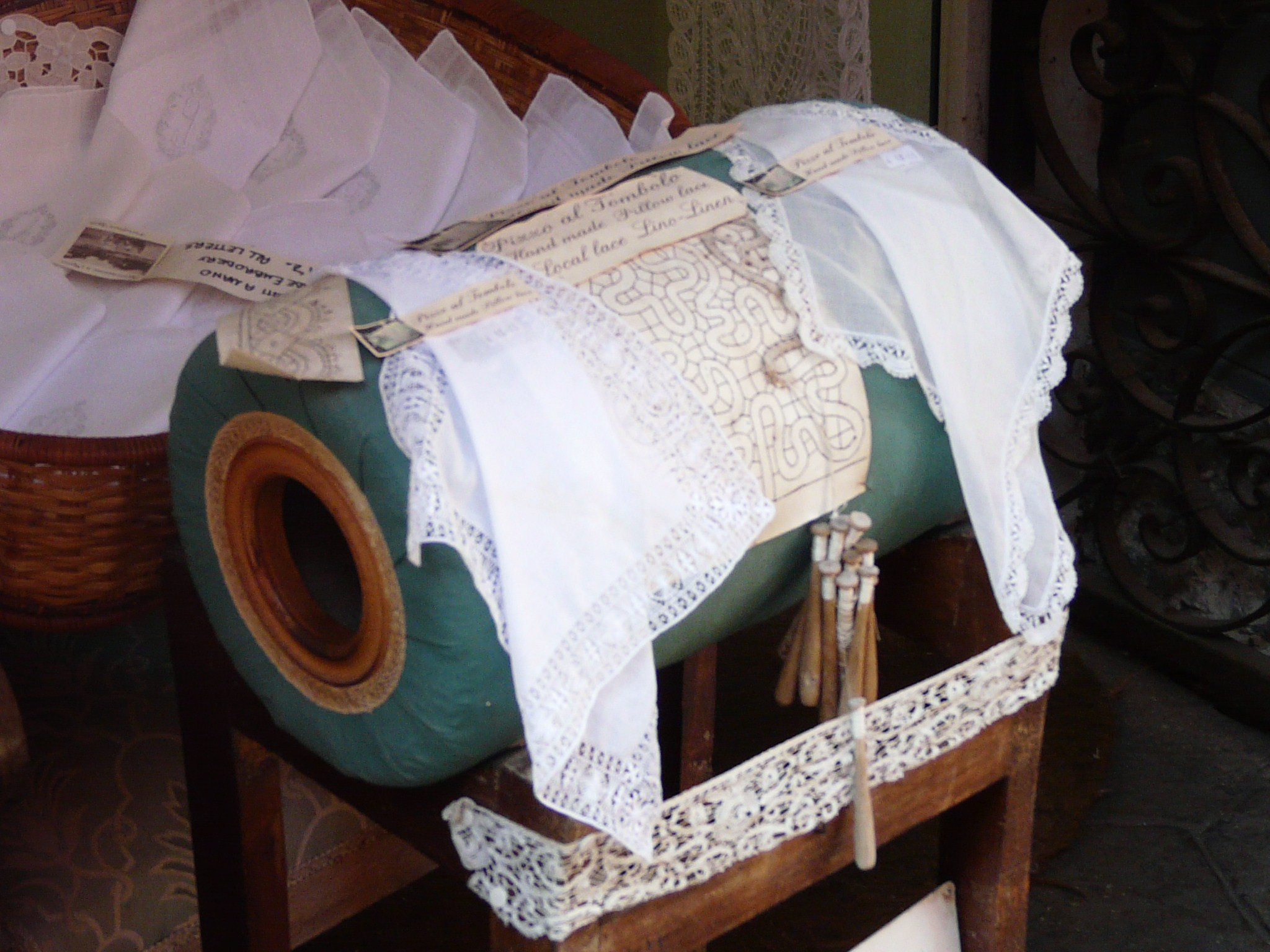
Tipica lavorazione ligure del pizzo al tombolo.

## Lavorazione a mano

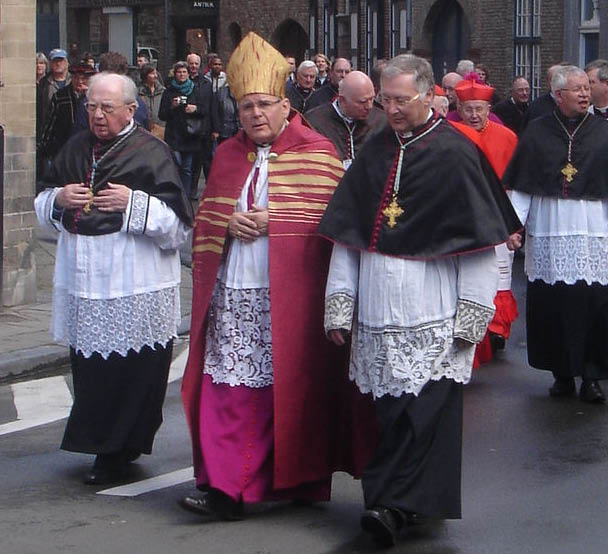
Pizzi di paramenti cattolici, realizzati al tombolo

Il merletto realizzato a mano, a seconda degli strumenti utilizzato per la lavorazione, può essere:

### Su tombolo
- Merletto di Marsala
- Merletto di Mazara del Vallo
- Merletto di Santa Ninfa
- Merletto di Santa Domenica Vittoria
- Merletto di Sortino
- Merletto di Modica
- Merletto di Aragona
- Merletto di Piana degli Albanesi
- Merletto di Mirabella Imbaccari
- Merletto di Vallelunga Pratameno, con fuselli
- Dentelles di Cogne
- Merletto napoletano, con fuselli
- Tombolo aquilano, con fuselli
- Merletto di Burano ad ago
- Merletto di Pellestrina con fuselli
- Pizzo di Cantù, con fuselli
- Merletto goriziano, con fuselli, diffuso anche nella laguna sud di Venezia.
- Merletto di Offida (città del merletto a tombolo), con fuselli.

### Su telaio
- Reticello, ad ago

### A mano libera
- Puncetto, ad ago
- Filet, rete realizzata a mano con la tecnica usata dai pescatori per le reti da pesca. Il modano è l'unico strumento necessario alla lavorazione e consiste in una spola rettangolare su cui è avvolto il filo da annodare.
- Macramè, necessita di un cuscinetto su cui fissare il filo di base. Su di esso saranno avvolti i fili variamente annodati a mano.
- Chiacchierino, chiacchierino è proprio il nome dello strumento con cui si conduce il filo e lo si annoda. Viene detto anche navetta, ed è una piccola spola oblunga dalle estremità ogivali che oggi viene prodotta in plastica, ma poteva essere di legno o di osso.
- Uncinetto in cui, appunto, un piccolo uncino è lo strumento utilizzato per formare il merletto.

La realizzazione del merletto è diffusa in tutta Italia. I pizzi hanno finito per assumere caratteristiche particolari a seconda delle zone di produzione e si differenziano generalmente nella qualità e nella grossezza del filo usato, nel tipo di disegno eseguito, nella varietà dei punti utilizzati; il nome è perciò spesso accostato a denominazioni di località (per esempio, sono famosi il puncetto della Valsesia o il pizzo a punto Venezia, o il tombolo di Cantù), il Merletto di Burano che viene lavorato con filo sottilissimo e utilizza una gamma di punti adatta a creare elegantissime e lievi trasparenze (punto in aria) su fondi di retini variamente compatti.
Il disegno del merletto varia a seconda della tecnica utilizzata e delle tradizioni locali, perciò può essere più o meno geometrico e più o meno realistico. In alcuni casi, come nella realizzazione del puncetto, non è usato nessuno schema, ma la merlettaia segue il proprio estro e il ricordo dei tradizionali motivi geometrici tramandati nei secoli.
Genericamente, più il filato è sottile più il merletto risulta delicato e prezioso. Sono usati generalmente fili di cotone, ma anche fili di seta, d'oro e d'argento, con l'inserimento di perline e paillettes, per alcune lavorazioni più pregiate o la realizzazione di accessori ornamentali su cui incastonare preziosi.

## Lavorazione a macchina
A seconda dei telai utilizzati per la loro realizzazione, i pizzi si dividono inoltre in due grandi famiglie, i pizzi Leavers, i più pregiati, e i pizzi Jacquard, i più comuni.

### Pizzi Leavers
La denominazione "Leavers" nasce dal nome del telaio su cui questi pizzi vengono realizzati. Si tratta di antichi telai nati in Inghilterra nella prima metà del XIX secolo e successivamente approdati in Francia, a Calais, dove tuttora si trova la maggiore concentrazione produttiva di pizzi pregiati. Attualmente Calais detiene il primato mondiale di produzione dei pizzi Leavers e conta la presenza di circa 1.000 telai sui 1.200 presenti in tutto il mondo. Un patrimonio estremamente prezioso, soprattutto se si considera che, a causa dei procedimenti molto complessi e costosi che richiedono, dall'inizio del secolo i telai Leavers non vengono più costruiti. Caratterizzati da un elaboratissimo funzionamento a intrecci di trama e ordito, la capacità dei telai Leavers di lavorare con un numero molto elevato di fili fa sì che i pizzi che ne nascono si distinguano per l'alta definizione del disegno e una particolare finezza.
Peraltro la differenza tecnica maggiore che esiste tra il pizzo Leavers e gli altri (appartenenti tutti alla categoria Raschel, ovvero Jacquardtronic e Textronic o Super textronic) è il fatto che i telai Leavers sono privi di aghi e l'immaglatura è eseguita tramite l'intreccio del filo di "bobina" e il filo ordito di fondo, mentre per gli altri pizzi di cui sopra, la formazione del tessuto avviente con maglia ad ago, producendo un articolo più "piatto" e meno tridimensionale.
Caratteristiche tecniche:
- Disegno ben definito e motivo a rilievo
- Punto lungo (fili “morbidi” che “flottano” in superficie)
- Picot pulito, che forma un piccolo anello
- Fondo vario, estremamente fine

### Pizzi Jacquard
La denominazione "Jacquard" deriva dal nome dato alla famiglia di telai nata in Germania dopo la seconda guerra mondiale. Il pizzo semplice e piuttosto grossolano prodotto dal primo telaio di questa serie, il telaio Raschel, fu migliorato via via con i telai successivi, dallo Jacquard, allo Jacquardtronic, al Textronic per finire con l'ultimo nato, il Super Textronic. Caratteristica comune a tutta questa famiglia di telai è il punto tricot da cui il pizzo nasce, un punto molto più semplice e veloce dell'intreccio di trama e ordito dei telai Leavers, ma da cui risulta un pizzo meno sottile, con un motivo meno definito, un fondo piuttosto uniforme e l'aspetto "piatto" privo di spessore. Negli ultimi anni ai telai jacquard sono state apportate numerose migliorie, tra cui l'imitazione, nel Textronic, del "punto lungo" caratteristico dei pizzi Leavers, la cui preziosità, tuttavia, resta tuttora ineguagliata.
Caratteristiche tecniche:
- Disegno meno definito, non esiste punto lungo
- Fondo tricot, meno vario
- Picot non ben delineato, a forma di “dentini”
- “Barre” a maglia per rinforzare il fondo

### Jacquardtronic
Rispetto all'impostazione jacquard questa tecnica consente di ottenere notevoli migliorie dovute al maggior numero di “barre” utilizzate dal telaio che danno la possibilità di creare motivi più ricchi e di particolare effetto. Questi telai permettono anche la lavorazione rebrodé con motivi a rilievo molto spiccati particolarmente visibili nei pizzi bicolori.

### Textronic e supertextronic
Entrambe le lavorazioni vengono realizzate con la stessa tecnica ma con telai simili (non uguali al 100%), con una notevole ricchezza dei disegni e un marcato effetto di rilievo ma i pizzi textronic si presentano più pieni e dalla mano più corposa mente i supertextronic, sempre mantenendo la caratteristica principale del rilievo sono più ricchi di giochi sul fondo e hanno la mano più cascante.
L'effetto di rilievo è ottenuto con le barre anteriori del telaio, che simulano i fili flottanti nei motivi del Leavers.
- Disegno abbastanza definito e in rilievo, ottima imitazione del punto lungo
- Fondo tricot abbastanza pulito, di aspetto alveolare simile a un tulle
- Picot abbastanza delineato, a forma di “dentini”
- “Barre” a maglia per rinforzare il fondo

## Galleria d'immagini

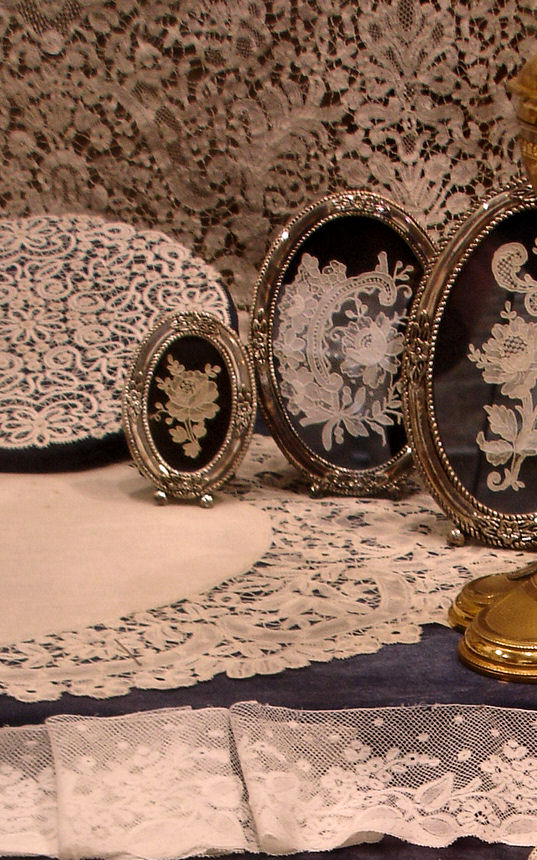
Prezioso pizzo antico, tagliato e incorniciato in vendita a Bruges, Belgio
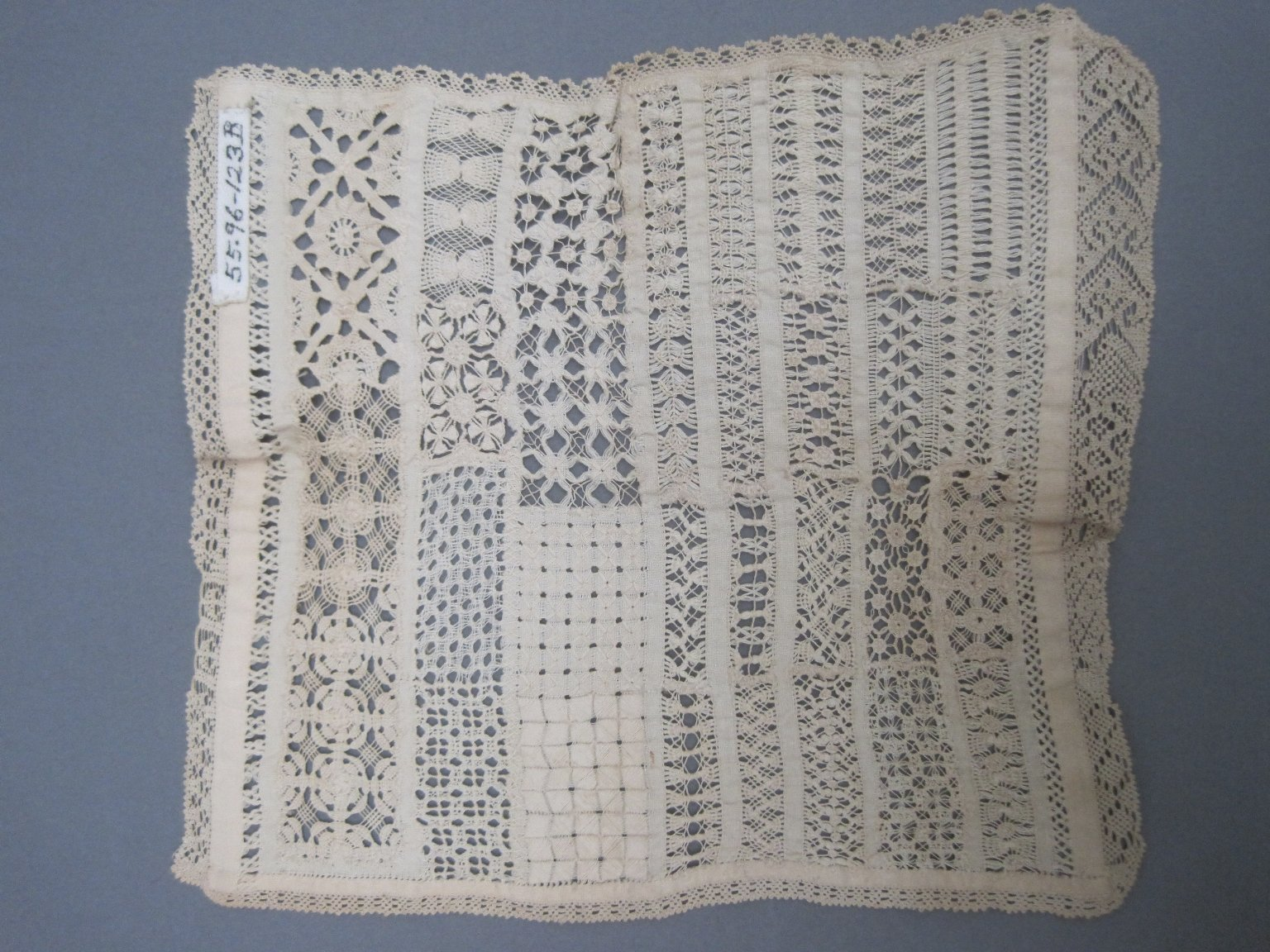
Pizzo quadrato "Sampler", 1800-1825, Brooklyn Museum
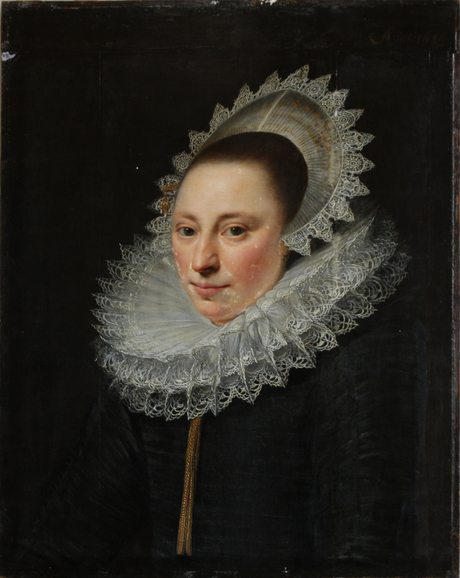
Ignoto pittore olandese, Ritratto di donna, XVII secolo, Galleria Nazionale dell'Armenia
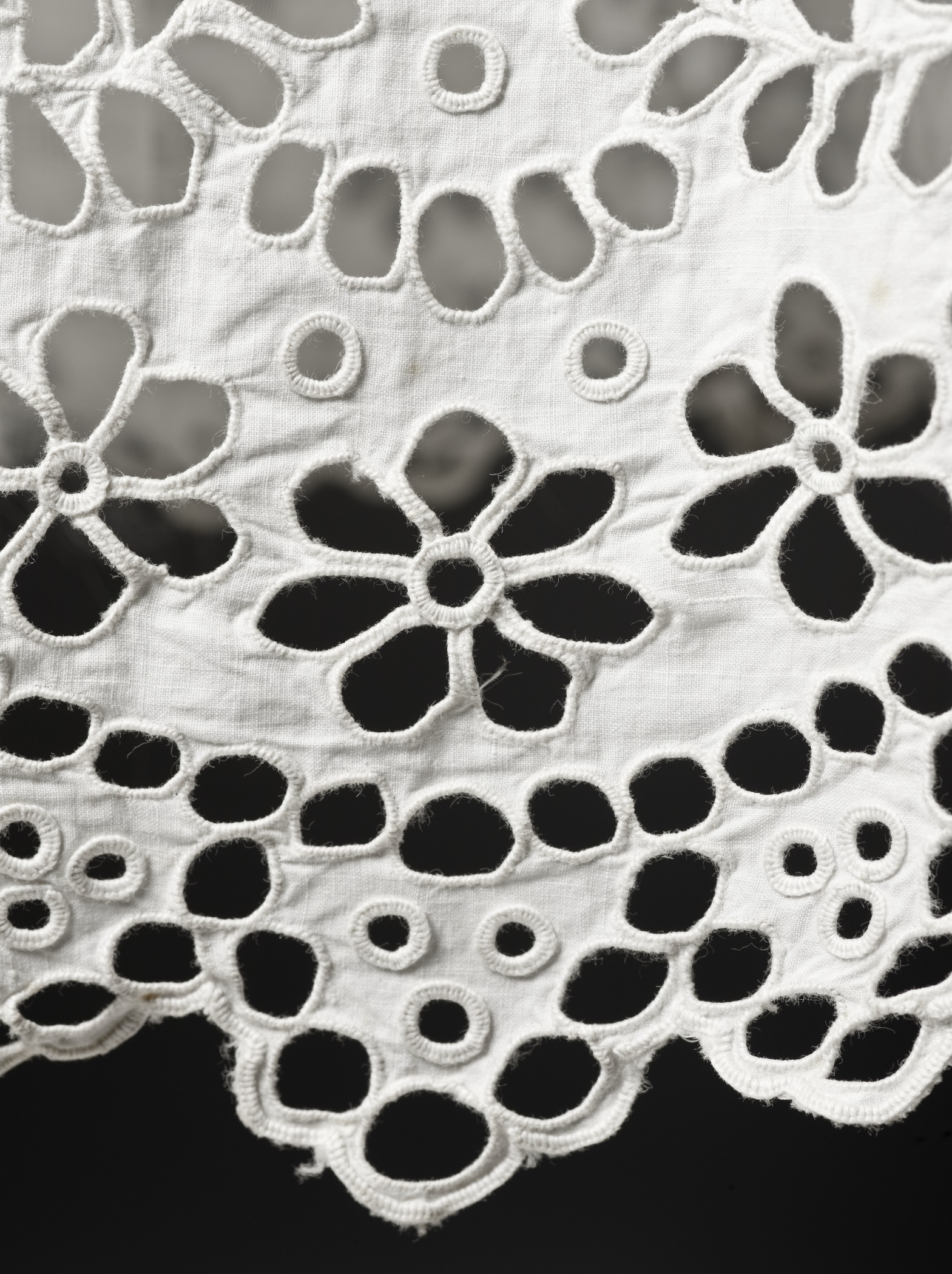
Broderie anglaise (dal francese, "ricamo inglese", pronunciato [bʁɔdʁi ɑ̃ɡlɛz])